# Капско канарче
Капското канарче (Serinus canicollis) е вид птица от семейство Чинкови (Fringillidae).

## Разпространение и местообитание
Разпространен е в Зимбабве, Лесото, Мозамбик, Свазиленд и Южна Африка.